# Кляйнмайстер
Кляйнмайстер или клейнмейстер (нем. Kleinmeister — мастер малого формата) — прозвание немецких рисовальщиков и гравёров на меди и дереве эпохи Северного Возрождения, в основном учеников и последователей выдающегося художника Альбрехта Дюрера. Название возникло из-за приверженности этих мастеров небольшому формату, тонкой технике и тщательности изображения.
Многие произведения кляйнмайстеров представляют собой книжные иллюстрации, бильдербогены, виньетки, заставки, образцы орнаментов и шрифтов. Такие небольшие гравюры использовали немецкие златокузнецы: ювелиры, чеканщики по металлу, резчики по дереву, мастера прикладного искусства. Пейзажные композиции кляйнмайстеров близки художникам дунайской школы. Наиболее известны Г. Альдегревер, братья Бехам, Й. Амман, Г. Вехтер, Й. Зильбер, Г. Пенц, В. Солис, П. Флётнер, П. Флиндт, Д. Хопфер. Творчество немецких гравёров-кляйнмайстеров иногда рассматривается в качестве своеобразной историко-региональной художественной школы.
Жизнь и работа этих мастеров, как и многих других художников того времени, были связаны с религиозно-политическим движением Реформации и событиями крестьянской войны в Германии. Так, нюрнбергские ревнители лютеранства в 1525 году привлекли братьев Бехам и Г. Пенца к суду за «безбожные взгляды» и за «разжигание революционного брожения в народе». Они были заключены в тюрьму, а затем высланы из города Нюрнберга.
Многие из художников работали, как и их учитель, в городе Нюрнберге, отсюда другое название: «малые нюрнбержцы». «Кляйнмайстеров», или «малых нюрнбержцев», иногда объединяют понятием «ренессанс Дюрера» и относят к движению северного маньеризма.
В немецком языке термин «кляйнмайстер» применяют также для обозначения мастеров миниатюрной античной вазописи, акварельной пейзажной живописи швейцарских художников XVIII—XIX веков и во многих иных случаях.

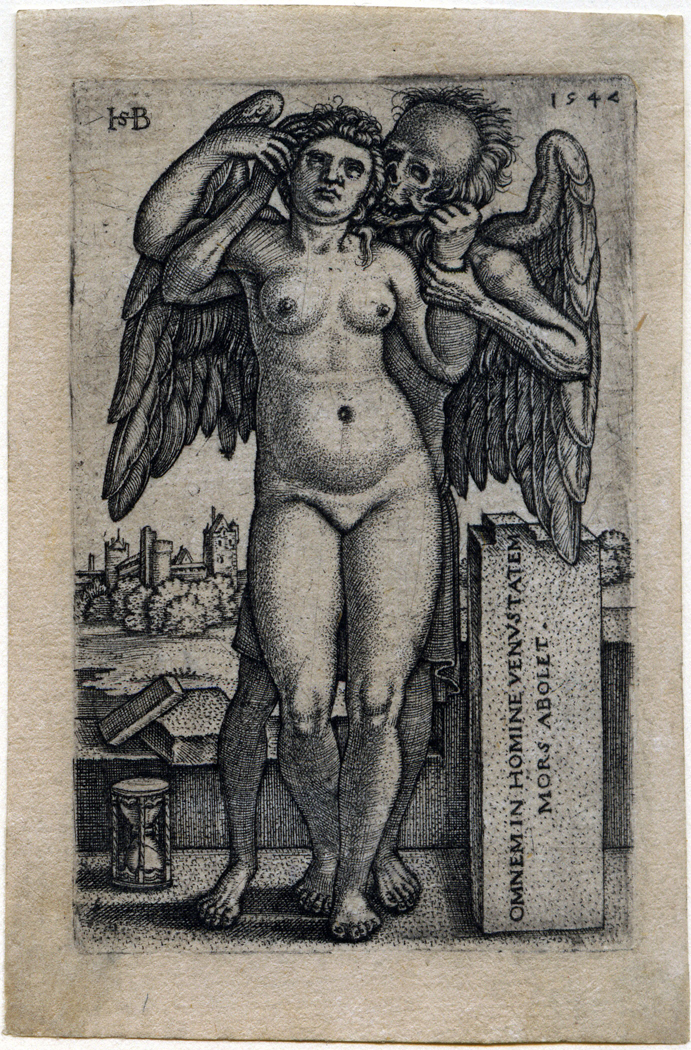
Х. З. Бехам. Смерть и нагая женщина. 1547. Гравюра резцом на меди. Размер 7,5 x 4,8 см
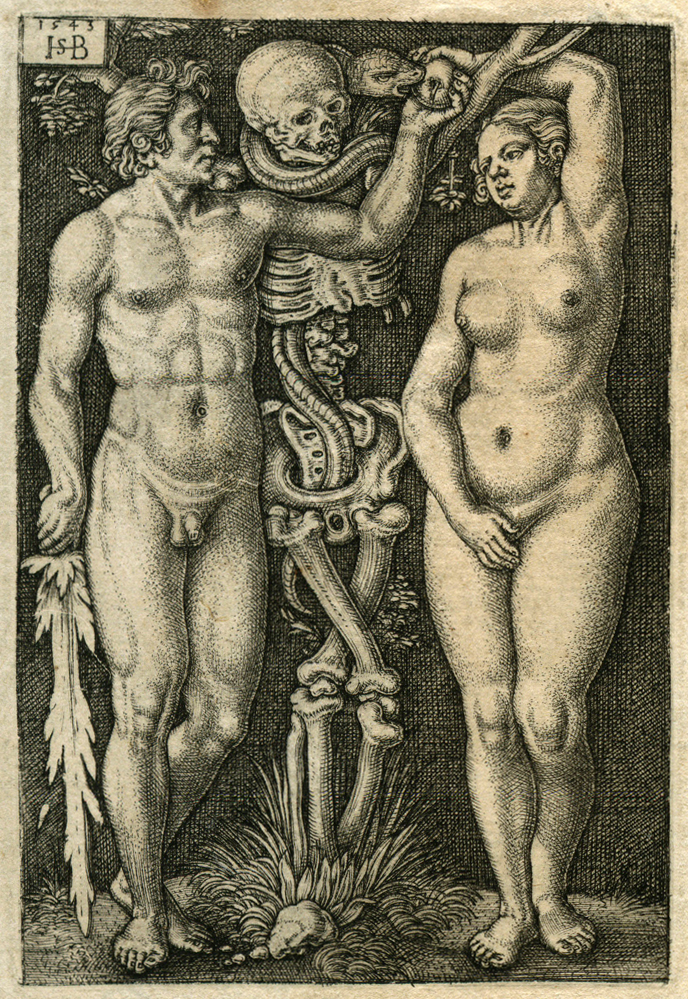
Х. З. Бехам. Адам и Ева. Офорт, резец. Размер 8,2 × 5,6 см
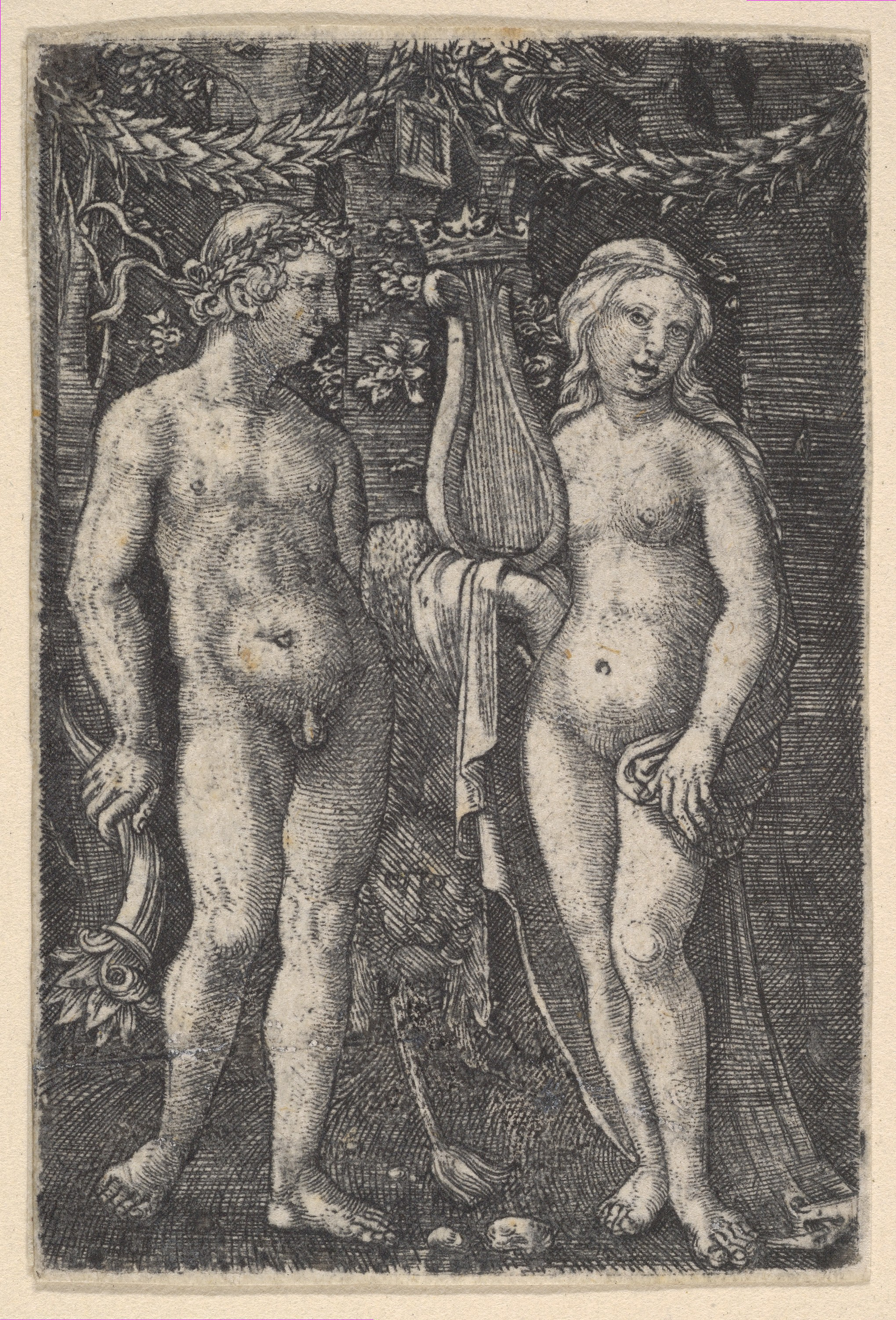
А. Альтдорфер. Геркулес и Муза. Гравюра резцлм на меди. Размер 7,8 × 4,5 см
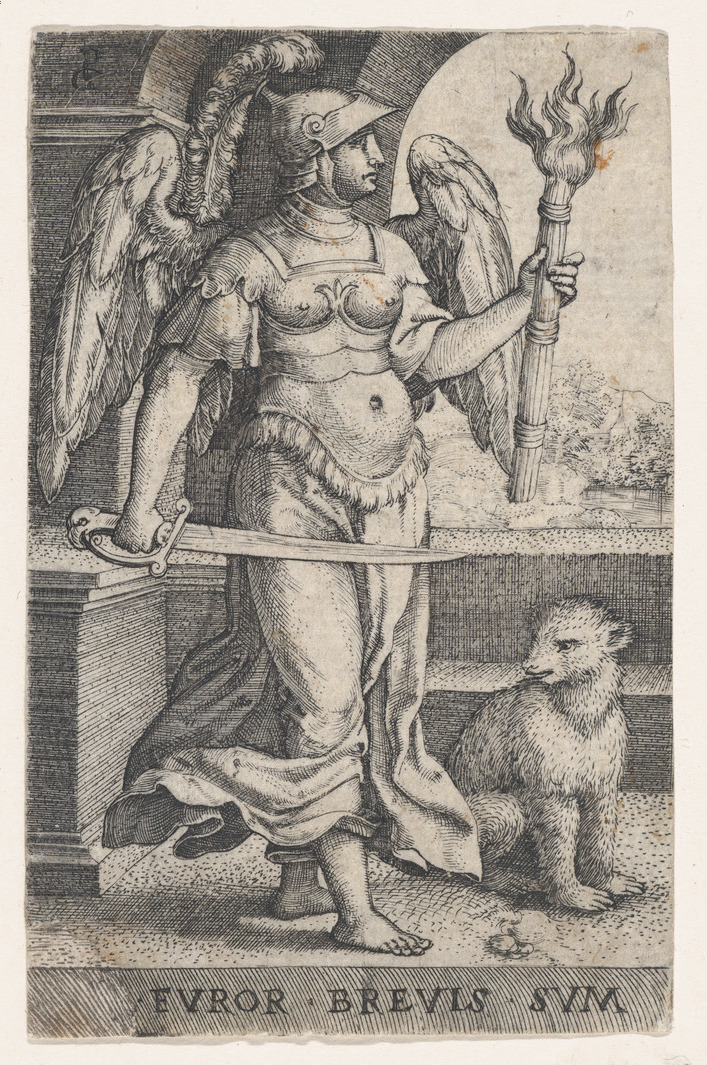
Г. Пенц. Аллегория Гнева. Гравюра резцом на меди. Размер 8,4 × 5,4 см
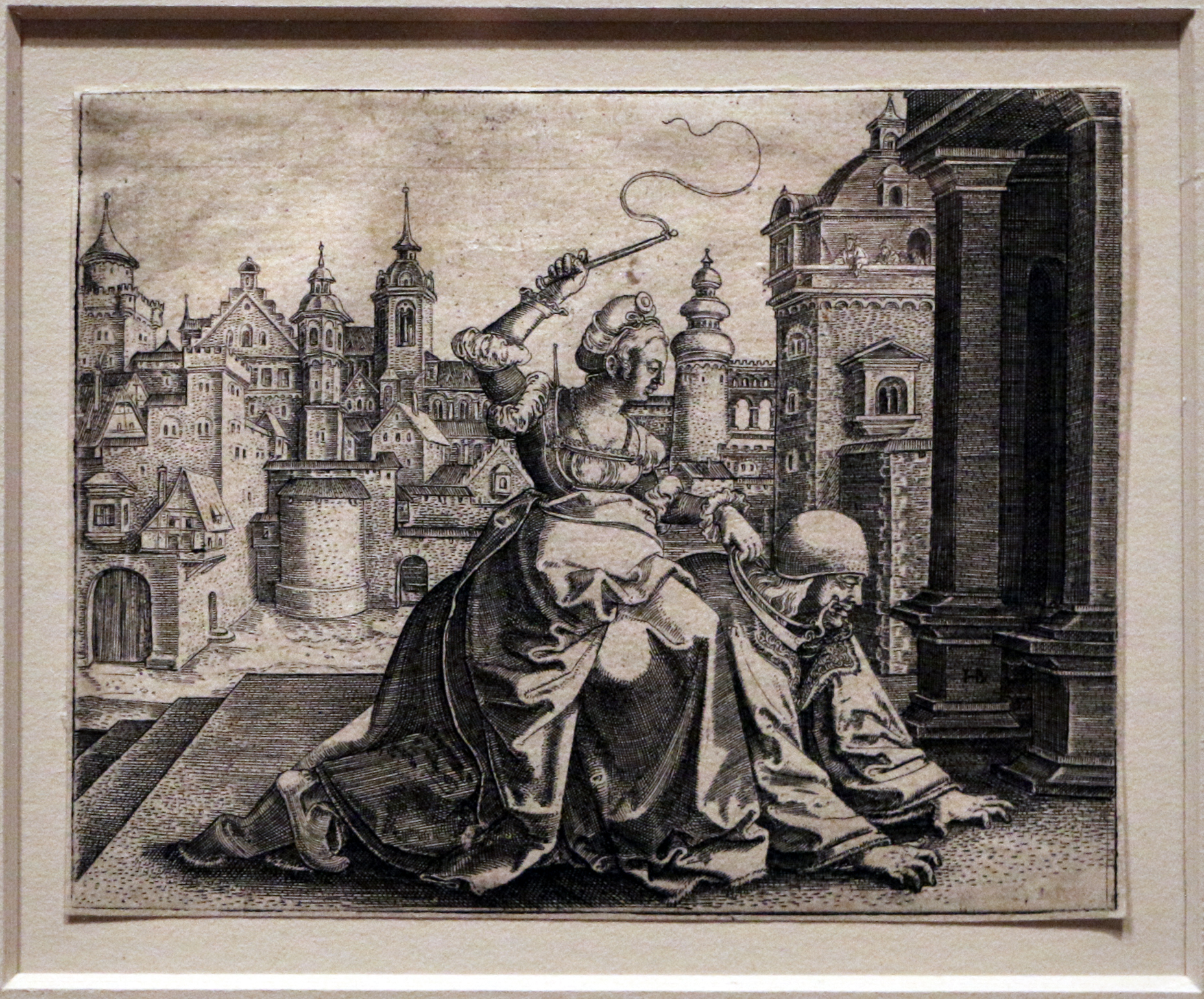
Г. Брозамер. Аристотель и Кампаспа. Ок. 1547. Гравюра резцом на меди